# Yosemite nationalpark
Yosemite [joʊˈsɛmɨtiː] nationalpark är en amerikansk nationalpark, belägen i Mariposa County, Tuolumne County och Madera County i delstaten Kalifornien. Parken täcker ett 3 074 kvadratkilometer stort område och ligger på Sierra Nevadas västra sluttningar. Parken grundades 1890 och har årligen flera miljoner besökare. 

## Geografi
Yosemite blivit internationellt erkänt för sina granitklippor, vattenfall (Yosemitefallen är de högsta i Nordamerika), klara bäckar och mammutträd, samt sin biologiska mångfald. Omkring 95 procent av parken är klassad som vildmarksområde. 
Nationalparken rymmer också stora klippväggar, så kallade big walls, och är ett mycket populärt område för klättrare. El Capitan och Half Dome, med sina kilometerhöga, lodräta granitväggar, är de största och mest kända. El Capitan blev först bestigen 1958 av Warren Harding med flera via leden The Nose. Leden är nu en av världens mest kända klätterleder och fungerar för många som inkörsport till big wall-klättring. 
Parken inkluderar 344 kilometer asfalterad bilväg samt drygt 32 kilometer gång- och cykelbana. Därutöver finns uppskattningsvis 1 288 kilometer vandringsled. I parken finns 29 bilbroar, 102 broar för vandrare och fyra vägtunnlar.

## Historik
Yosemite National Park etablerades 1 oktober 1890, som den tredje nationalparken i USA. Dessförinnan hade Yellowstone blivit nationalpark 1872 och Sequoia nationalpark bildats tidigare under 1890.
Redan 1864 skyddades dock Yosemitedalen och Mariposa-skogen med sina enorma mammutträd, genom ett kongressbeslut som samma år undertecknades av president Abraham Lincoln. Detta var den egentliga födelsen av nationalparkskonceptet som sådant. Dalen och skogen administrerades av delstaten Kalifornien fram till 1906, varefter de överfördes till USA:s centrala administration och inkluderade i nationalparken Yosemite.
1984 utsågs nationalparken av Unesco till världsarv.

## Popularitet
Cirka fyra miljoner människor besöker varje år nationalparken (siffra från 2010). De flesta besökare besöker endast Yosemite Valley, där det finns boende och restauranger tillgängligt i begränsad omfattning. Detta område är relativt lättillgängligt jämfört med andra delar av parken som kan vara mer eller mindre otillgängliga.  
Enligt en enkätundersökning sommaren 2009 var ungefär tre av fyra besökare amerikanska medborgare, varav cirka 62 procent hemmahörande i Kalifornien. Bland utländska besökarna kom 14 procent från Storbritannien och 13 procent från Tyskland, med ytterligare 31 länder representerade bland besökarna. Vintertid är besökarna i än högre grad från USA, och en motsvarande enkätundersökning från februari 2008 visade på 91 procent amerikanska medborgare, varav 89 procent av dessa från Kalifornien.
I nationalparken finns inalles mer än 3 400 övernattningsplatser under tak. Dessutom finns campingplatser med plats för mer än 9 500 personer.

## Administration
Nationalparken har en årlig administrativ budget på cirka 30 miljoner US-dollar. 2021 arbetade 451 helårsarbetare i nationalparkens parkadministration, vartill tillkom 290 säsongsarbetare för sommarsäsongen. Dessutom arbetade minst 700 personer i den relaterade turistindustrin i och kring parken.
Parkadministrationen har i snitt tillgång till ett 770-tal egna byggnader för parkskötseln.

## Galleri

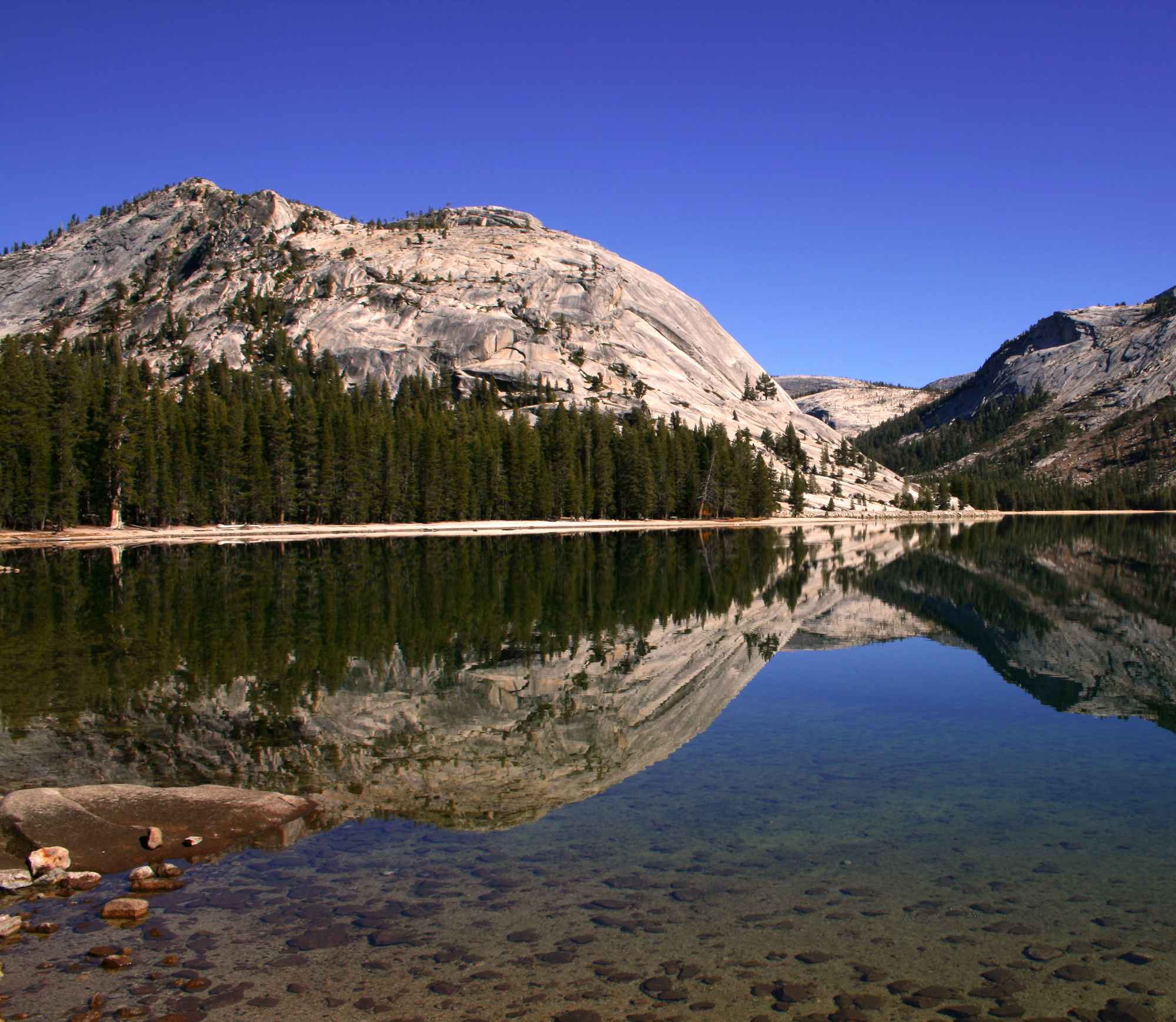
Tenayasjön.
- Vy från Taft Point.
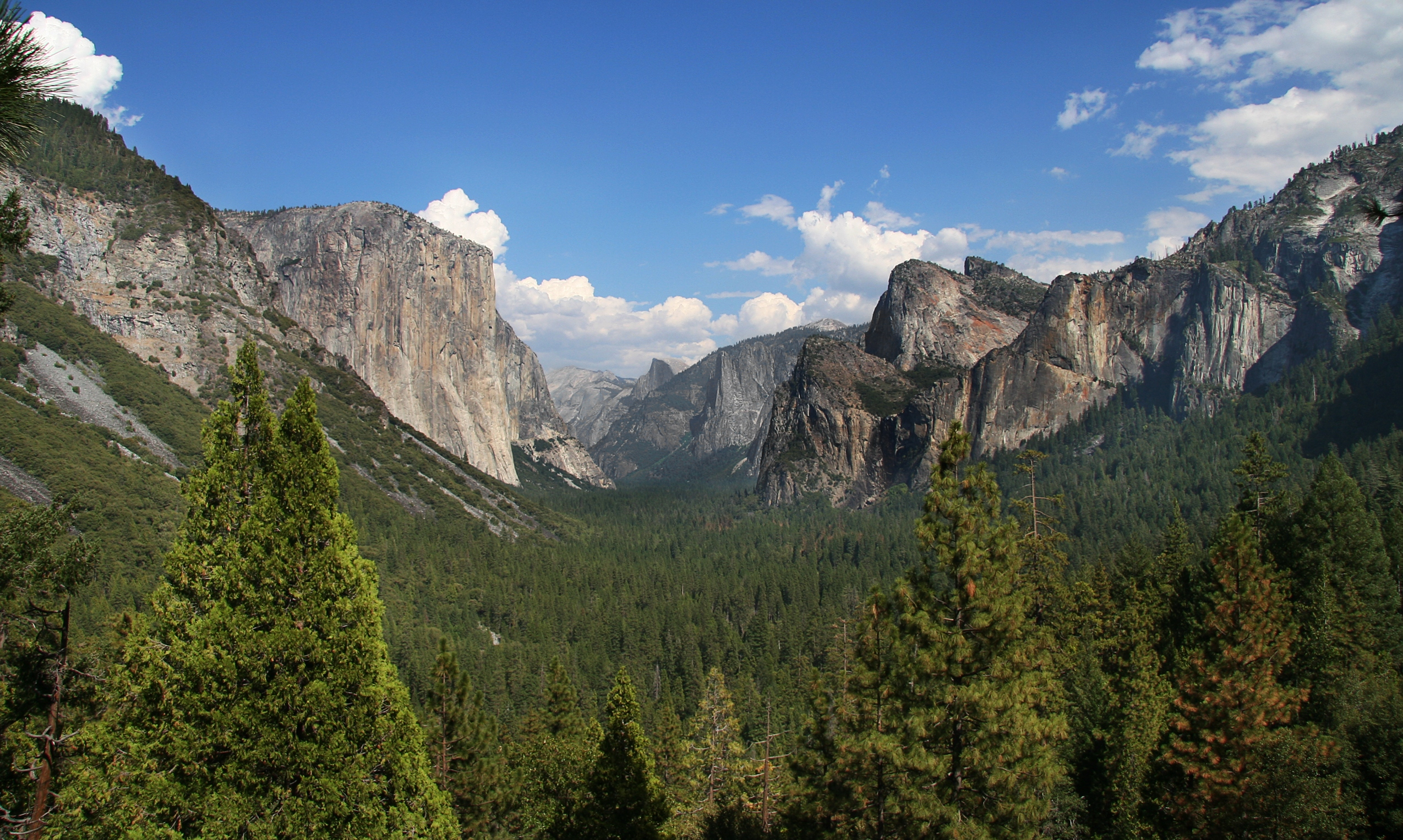
Yosemite-dalen med berget Half Dome i mitten (fjärran).